# Île Saint-Paul (Nouvelle-Écosse)
Pour les articles homonymes, voir Île Saint-Paul.

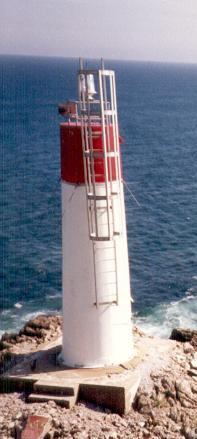
Phare de l'Île Saint-Paul

L'île Saint-Paul est une petite île canadienne située dans le golfe du Saint-Laurent, plus précisément dans le détroit de Cabot. L'île, qui, du temps de la navigation à voile, causa d'innombrables naufrages, est surnommée le Cimetière du Golfe (du Saint-Laurent).

## Toponymie
Elle est nommée en l'honneur de Paul de Tarse par Jean Cabot.

## Histoire
Un premier phare est construit sur l'île en 1839 mais il est détruit par un incendie en 1916 et remplacé par une nouvelle structure en métal l'année suivante. C'est en 1962 que le phare actuel est érigé et automatisé.
En janvier 2025, l'île est désignée comme réserve nationale de faune. 